# 오리냐크 문화

오리냐크 문화 유적의 분포 지도

오리냐크 문화(Aurignacian)는 상구석기 시대(제3구석기) 시대 기원전 41,000년에서 기원전 24,000년 사이에 동유럽과 서남아시아에 존재했던 문화이다. 그 이름은 프랑스의 오트가론주에 있는 오리냐크 유적으로부터 유래하였다. 오리냐크 문화는 도구를 만드는 페리고디안 문명과 공존했을 것으로 믿어지고 있다.
유럽에 최초로 도달한 현생 인류의 문화이며, 이보다 선행하는 주요 문화는 네안데르탈인의 무스티에 문화이다. 후반기인 BC 31,000~24,000년부터는 그라베트 문화로 이행하기 시작한다.

## 유적 및 유물
유적은 대부분 동굴이며 때로 수혈(竪穴)도 있으며, 유럽에서 시베리아까지 분포한다. 극북계(極北系)의 동물 뼈를 볼 수 있다. 석기는 돌칼을 가공한 엔도스크레이터, 조각칼, 칼의 날, 첨두기(尖頭器)가 만들어졌는데, 골각제품(骨角製品:창끝, 뼈바늘, 뼈송곳, 지휘봉)에 훌륭한 것이 많다. 이 시기에 골각제의 장식품이 많이 만들어지고, 회화, 여성 나상(裸像)의 조각이 출현했다. 또한 동굴에 사자(死者)를 매장하고 부장품을 비치한 예도 볼 수 있다. 크로마뇽인이나 그리말디인이 이 시기의 문화를 창조했다.

## 도구

스크레이퍼 Aurignac (프랑스)에서
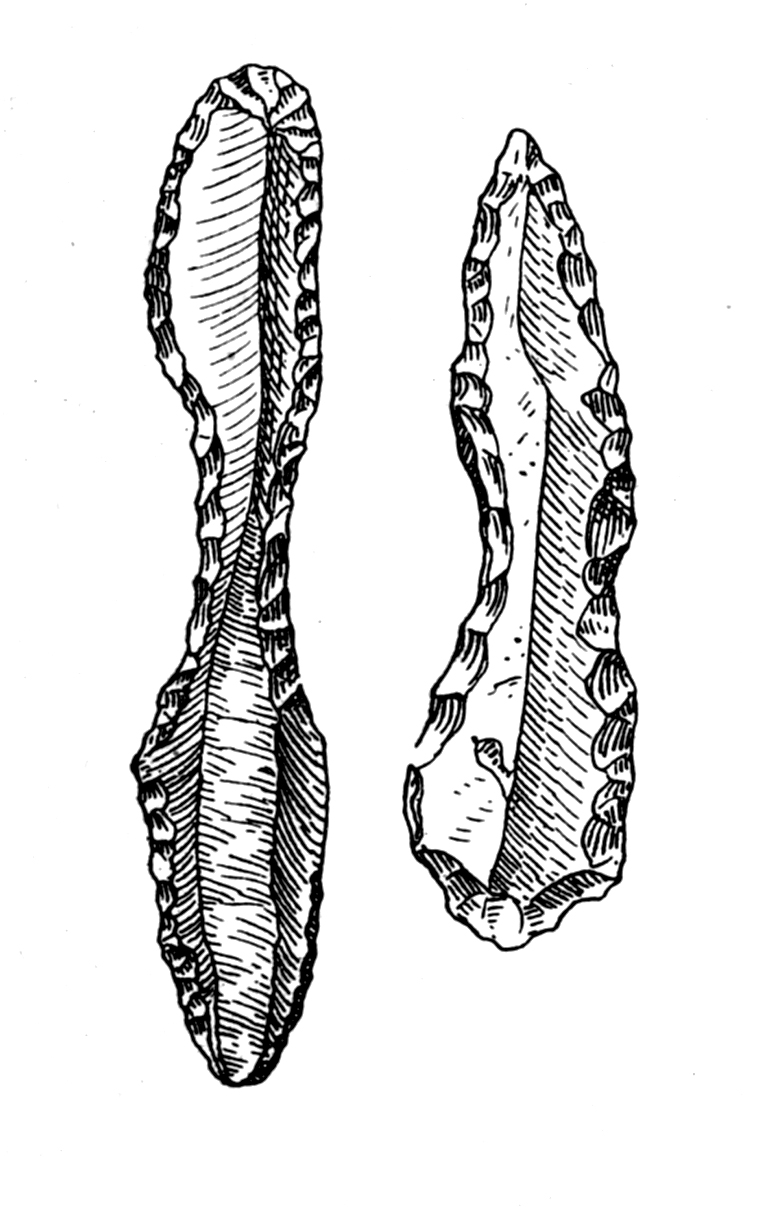
오리냐크 돌칼
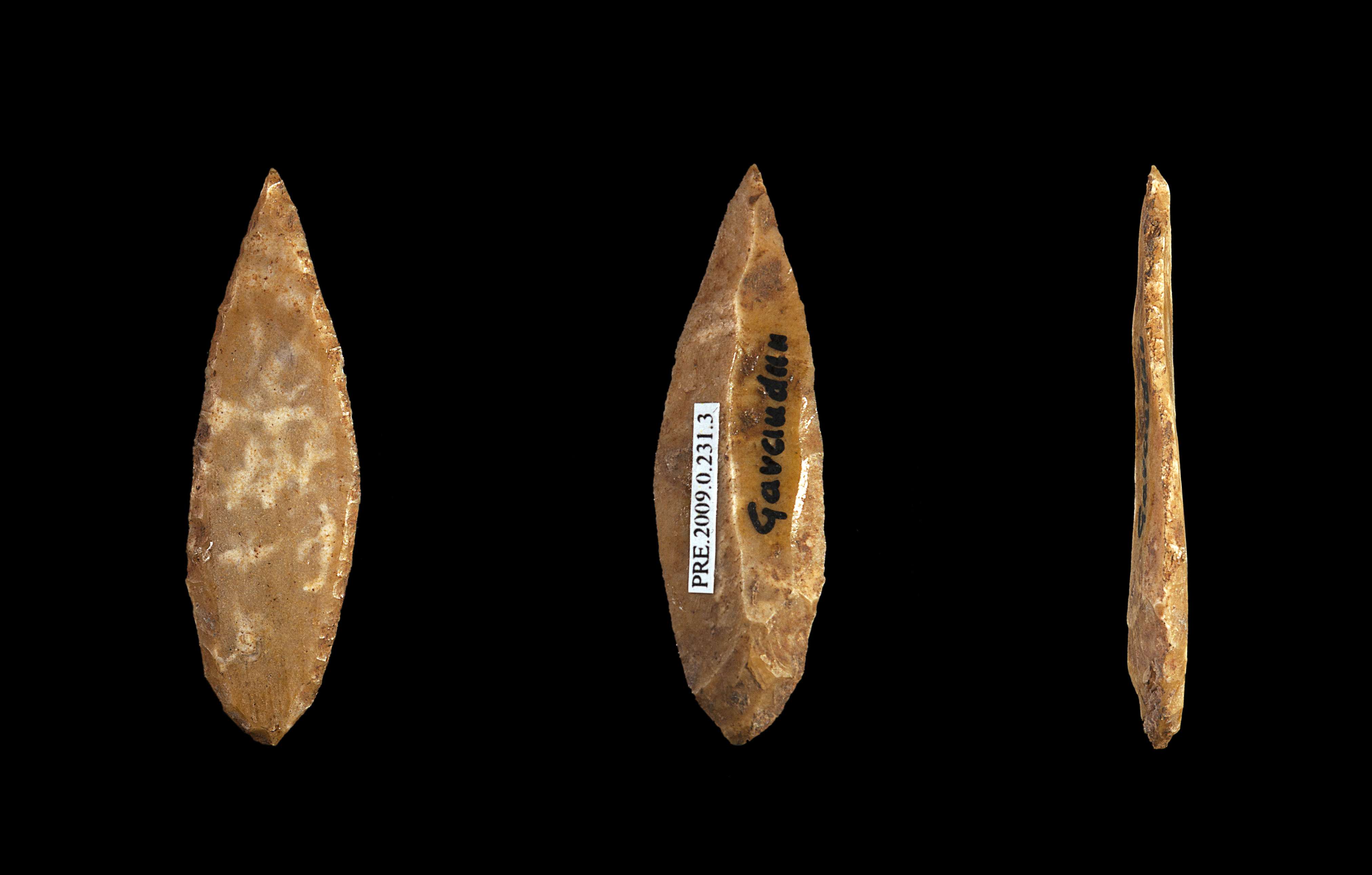
두푸르 돌칼
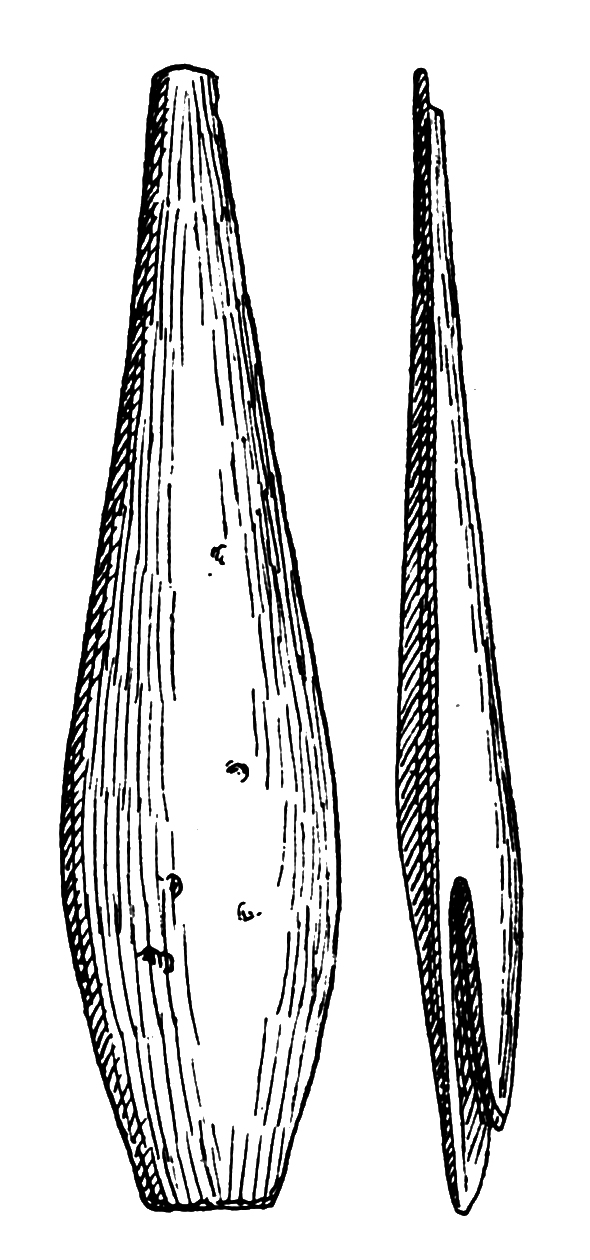
골침